# Something of Value
 Something of Value és una pel·lícula estatunidenca dirigida per Richard Brooks el 1957, per a la Metro-Goldwyn-Mayer.

## Argument
El 1945, a Kenya, el jove Kimani, negre, s'adona que el seu amic d'infantesa Peter, blanc, forma part d'un «altre món». Participa en un robatori d'armes amb amics i després, fugen a les bardisses. Set anys després, són organitzats al si d'un grup rebel anomenat «Mau Mau». Els camins de Kimani i Peter es creuaran de nou…

## Comentari
Richard Brooks ha tingut el mèrit de rodar aquesta pel·lícula el 1957, en un moment en què el doble problema de la descolonització a l'Àfrica i de la segregació racial als Estats Units era ben viu.

## Repartiment
- Rock Hudson: Peter McKenzie
- Dana Wynter: Holly Keith
- Sidney Poitier: Kimani Wa Karanja
- Wendy Hiller: Elizabeth McKenzie-Newton
- Juano Hernández: Njogu
- William Marshall: Un líder negre
- Robert Beatty: Jeff Newton
- Walter Fitzgerald: Henry McKenzie
- Michael Pate: Joe Matson
- Ivan Dixon: Lathela
- Ken Guineu: Karanja, el pare de Kimani
- Samadu Jackson: El bruixot
- Frederick O'neal: Adam Marenga, líder Mau Mau